# تاد ولز
تاد ولز (انگلیسی: Todd Wells؛ زادهٔ ۲۵ دسامبر ۱۹۷۵) دوچرخه‌سوار اهل ایالات متحده آمریکا است. وی در بازی‌های المپیک تابستانی ۲۰۰۴، ۲۰۰۸ و ۲۰۱۲ شرکت کرده است.